# Silício monocristalino

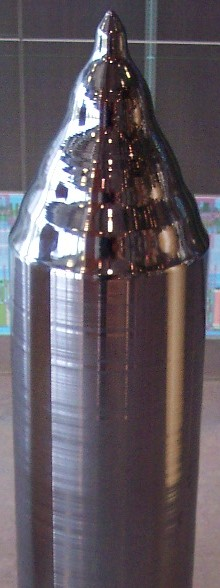
Lingotes de silício monocristalino para a produção de wafers.

O silício monocristalino, cristal único de Si ou mono-SI é um material base da indústria electrónica e  está composto de silício no que a estrutura cristalina da totalidade do sólido é contínua, de forma ininterrumpida (sem bordas de grão) a suas bordas.  Pode-se preparar intrínseca, isto é, feito só de silício extremamente puro, ou dopado, que contém muito pequenas quantidades de outros elementos acrescentados para mudar de uma maneira controlada as suas propriedades semicondutoras. A maioria dos monocristais de silício são cultivados pelo processo Czochralski, em forma de cilindros de até 2 m de cumprido e 45 cm de diâmetro, que, cortados em rodelas finas, dão as wafers, nas que se fabricam os micro-circuitos. 
O silício monocristalino é talvez o material tecnológico mais importante das últimas décadas (a "era do silício"), porque a sua disponibilidade a um preço acessível tem sido essencial para o desenvolvimento dos dispositivos electrónicos nos que se baseia a revolução electrónica e informática actual.
Monocristalino opõe-se a silício amorfo, no que a ordem atómica está limitado só a uma ordem de curta distância.  Entre os dois extremos encontra-se o silício policristalino, que se compõe de pequenos cristais, conhecidos como cristalitas.